# Cerkiew Zaśnięcia Najświętszej Maryi Panny w Białymstoku
Cerkiew pod wezwaniem Zaśnięcia Przenajświętszej Bogurodzicy – prawosławna cerkiew parafialna w Białymstoku. Należy do dekanatu Białystok diecezji białostocko-gdańskiej Polskiego Autokefalicznego Kościoła Prawosławnego.

## Lokalizacja
Cerkiew znajduje się na cmentarzu prawosławnym w dzielnicy Starosielce, przy ulicy Węgierskiej 15.

## Historia
Do I wojny światowej w Starosielcach działała szkolna cerkiew Świętych Cyryla i Metodego. W 1919 została ona przejęta przez miejscową społeczność katolicką i zaadaptowana na kościół. Powracający z bieżeństwa, na które udali się w 1915, prawosławni otrzymali zgodę jedynie na korzystanie z kaplicy cmentarnej.
Położenie kamienia węgielnego pod rozbudowywaną kaplicę na cmentarzu prawosławnym w Starosielcach miało miejsce 28 sierpnia 1928, zaś 4 grudnia 1928 budowla była już gotowa i została wyświęcona. Cerkiew była świątynią filialną parafii Opieki Matki Bożej w Choroszczy razem z cerkwią w Fastach (do 1927; wówczas obiekt ten przejęli neounici) i cerkwią w Topilcu. W 1930 neounicki duchowny służący w Fastach, ks. Gapanowicz, bezskutecznie usiłował przejąć cerkiew w Starosielcach, musiał jednak ustąpić wobec niechęci wiernych w kwestii zmiany wyznania. W 1935 świątynia stała się filią soboru św. Mikołaja w Białymstoku.
Cerkiew poważnie ucierpiała w czasie działań wojennych II wojny światowej. W świątyni przechowywana jest ikona Chrystusa, w którą uderzył odłamek pocisku, oraz zniszczony (przedziurawiony) dzwon. Aleksander Kundin-Kirykowicz, proboszcz parafii starosieleckiej, zwracał się do władz z prośbą o zgodę na przebudowę świątyni, ale spotkała się ona z odmową. W 1961 dokonano jedynie jej prowizorycznego remontu. Dopiero w 1972 ks. Michał Chomczyk uzyskał zgodę na rozbudowę cerkwi. W rzeczywistości podjęto prace nad wzniesieniem zupełnie nowej, murowanej cerkwi. 27 sierpnia 1972 kamień węgielny pod jej budowę poświęcił biskup białostocki i gdański Nikanor. Ten sam hierarcha wyświęcił gotową świątynię 25 maja 1979. Przebudowę przeprowadzono według projektu Michała Bałasza, który zakładał pozostawienie z pierwotnego obiektu jedynie ściany wschodniej z mozaiczną ikoną Matki Bożej, wzorowaną na fresku Wiktora Wasniecowa z soboru św. Włodzimierza w Kijowie. Starsza świątynia pozostawała we wnętrzu nowego obiektu, całkowicie nim obudowana.
W 1981 wizytacji kanonicznej w świątyni dokonał biskup białostocki i gdański Sawa, który ocenił obiekt jako zadbany i pozostający w doskonałym stanie. Rok później Wiktor Gutkiewicz przeprowadził prace konserwatorskie wizerunku Matki Bożej na wschodniej ścianie cerkwi.
We wnętrzu cerkwi znajduje się trzyrzędowy ikonostas, zaprojektowany przez Jerzego Grygorczuka i wykonany przez Wincentego Krukowskiego. Polichromię we wnętrzu świątyni zaprojektował i wykonał Józef Łotowski, zaś posadzkę z kolorowej terakoty zaprojektował Michał Bałasz. Ten sam twórca oraz Halina Cieślińska-Brzeska zaprojektowali witraże dla cerkwi. Na wyposażeniu świątyni pozostają trzy ikony przechowywane pierwotnie w dawnej cerkwi Świętych Cyryla i Metodego: wizerunki Chrystusa i Matki Bożej oraz ikona Ostatniej Wieczerzy.